# Ёлкин, Василий Николаевич
Василий Николаевич Ёлкин (1897—1991) — советский художник-плакатист.

## Биография
Родился 9 марта 1897 года в деревне Крылатки Московской губернии. Эта деревня находится недалеко от известной деревни Бородино. Отец его работал краснодеревщиком на обойной фабрике в Москве и в 1911 году он отвел подававшего надежды сына в школу рисования при типографии И.Д. Сытина. В Сытинской школе рисунку и живописи учили известные художники Сергей Васильевич Герасимов и Георгий Дмитриевич Алексеев. Их уроки и заложили основу для творческого оптимизма и радостного доброго отношения к жизни.
В 1916 году В.Н. Ёлкина мобилизовали в армию, в авиацию. После революции он в рядах Красной Армии участвовал в боях на Деникинском фронте, а затем в Поволжье и на Украине. По возвращении в Москву в 1924 году был принят во Вхутемас в класс В.А. Фаворского и вновь у С.В. Герасимова. Параллельно с учебой он работал в издательстве «Новая Москва», был организатором общества «Октябрь», работал  там вместе с Дейнекой, Диего Риверой, Эйзенштейном, Куреллой, Клуцисом, Тилингатором, участвовал в отечественных и международных выставках плаката. В 1931 году  стал секретарем Бюро графической секции Союза советских художников, образованного из Федерации художников, в которую входили общества «Октябрь», «АХРР», «ОСТ» и другие. В.Н. Ёлкин работал художественным редактором журнала «Строительство Москвы» и издательства «Московский рабочий».
В 1934 году Василий Николаевич работал в 1-й Образцовой типографии. Типография готовила важный заказ – брошюру к XVII съезду с речью Сталина. Весь тираж смазался и руководство арестовали. На строительстве канала Москва-Волга В.Н.Ёлкин два года возил тачку с землей из котлована, а после освобождения работал вольнонаемным художником, рисуя стройку канала, участвуя в журнале «На штурм трассы». Многие его работы потом войдут в его монографию «Зарисовки трассы». В конце тридцатых годов В.Н.Ёлкин много работает над плакатом в Изогизе.("Русский плакат.Избранное.-М,; "Контакт-Культура", 2006.160стр,;165 илл.; на русск. и англ.яз. ISBN 5-93882-023-5) За тридцать лет работы было издано более 50 его плакатов, особенно удачные из которых оформлялись в виде открыток. Основное их отличие - мажорность цветовых решений, портретная достоверность героев труда; Стаханова, Матросова, Российского и других. Во время Великой Отечественной войны одновременно с работой над военным плакатом В.Н. Ёлкин по направлению МОСХа работает художником на заводе им. Владимира Ильича, оформляя  иллюстрированные агитационные стенды, содержание которых менялось еженедельно;  командируется в колхозы Оренбургской области, организует школу рисования по образцу Сытинской школы в 1-й Образцовой типографии.
В 1911—1916 годах учился в Школе рисования при типографии И. Сытина у С. Герасимова и Г. Алексеева. В 1923—1928 годах учился во ВХУТЕМАСе-ВХУТЕИНе в Москве у В. Фаворского. С 1928 года был членом объединения «Октябрь». В 1930-е-1970-е годы Ёлкин создавал политические плакаты, в основном на военные и социальные темы, так называемые плакаты-лубки. Участвовал в выставках «Современное книжное искусство» в Кёльне (1928), «Плакат на службе пятилетки» в Москве (1932) и других.
После войны иллюстрировал и оформлял книги для издательств «Детская литература», «Малыш», «Молодая гвардия» и других. Является автором книги «Дерево рассказывает сказки». М., 1971.
Работал с Борисом Житковым, Ниной Павловой. Гармония человека с природой, мягкость и лиризм, выраженные в его иллюстрациях к книгам «Лисичкин хлеб» и «Журка» очень понравились Михаилу Пришвину. Эти книги издавались и за рубежом. 
Начиная с 1956 года В.Н. Ёлкин командируется на Алтай, на Кубань и Дон, где создает много станковых живописных работ (пейзаж, портрет, натюрморт). На выставке Московских акварелистов были показаны такие работы, как «Там, где будет ГЭС», «Скалы на реке Обь» и другие. Он пишет акварелью, темперой и маслом. Осваивает технику письма по шелку, атласу, сатину и бязи. Проникновенны его портреты поэта А. Твардовского, хирурга Ф.Ф. Березкина . По памяти рисует портреты давно умерших отца и матери. Василий Николаевич много путешествует по Подмосковью, Смоленщине, Псковщине, по побережьям Азовского и Балтийского морей.
Умер Василий Николаевич в 1991 году в Москве.

## Труды
Главная роль в произведениях В.В. Ёлкина отводится свету и цвету: его пейзажи, натюрморты и портреты обладают декоративностью, живым богатством чистого, полнозвучного цвета. Несмотря на яркость красок, Ёлкину удается сохранить цельность пластической композиции, ощущение цветового равновесия. Но главное - полная свобода и живость игры красок, которая наполняет душу и сердце теплом и радостью.